# Ragadia critolina
Ragadia critolina är en fjärilsart som beskrevs av Evans 1924. Ragadia critolina ingår i släktet Ragadia och familjen praktfjärilar. Inga underarter finns listade.